# Yahoo!ケータイ
Yahoo!ケータイ（ヤフーケータイ、略称 Y!ケータイ）は、ソフトバンクが提供する携帯電話IP接続サービスである。
なお、J-PHONE時代の旧称はJ-スカイ、ボーダフォン時代の旧称はボーダフォンライブ (Vodafone live!) だった。

## 歴史

### J-PHONE時代
J-スカイの基礎となったのは、1997年11月に開始されたショートメッセージサービススカイウォーカー（デジタルツーカー名称は「スカイワープ」、ツーカー名称は「スカイメッセージ」）で、ショートメッセージとしては初めて電子メールの送受信が可能になった。
1998年12月にはスカイウェブが開始された。これは天気、ニュースなどを携帯電話で見ることができるもので、WWWでなく専用網を使った「公式サイト」のようなものと考えられる。その後スカイウェブのみ対応の端末もwww網の閲覧のみできる「インターネットアクセス」が開始されたがJ-スカイ端末の普及後にまず公式の文字情報サービスが終了、後にインターネットアクセスも終了した。（現在はWWW網であるが、この名残か今もボーダフォン（ソフトバンクモバイル）のPDC端末からは自分の見ているページのURLを確認することが出来ない（3G端末では可能））。
それから1年後の1999年12月、インターネット接続サービスJ-スカイが関東甲信・東海・関西地域で開始された。全国でのサービス開始は2000年4月。
2000年10月には、スカイウェブの発展版のステーションが開始された。前もって自分の興味ある分野を登録しておくと、自動的にその情報が送られてくるいわばメールマガジンのような感じのサービスで、移動しながら使えるという特徴を生かし、地域によって違う情報を得ることができる。
それと同時にJ-SKYの仕様が改良され、JPEGファイルにも対応するようになった。また、同時期に発売された携帯電話端末J-SH04には、デジタルカメラが搭載された。発売当初は、単にモバイルカメラ付き携帯と言われていたが、その後写メールという覚えやすいネーミング効果と相まって、以降発売される携帯電話端末はカメラ付きが主流となった。
アドレスは「任意の文字列@jp-○.ne.jp」となる。○は英字1文字が入り、携帯電話を契約した地域によって決定する（東海はc、関西ではk、九州ではqが当てられた）。ただし、ブランド統一以前は、東名阪地区では、「任意の文字列@email.sky.○dp.ne.jp」を、それ以外のデジタルツーカー地域では「任意の文字列@email.sky.dtg.ne.jp」を使用していた。デジタルツーカー各社の企業ドメインとは違い、スカイメッセージではデジタルツーカーグループの全ユーザで1つのドメインであった。

### Vodafone時代
2003年10月より、Vodafone live!として名称変更した。Vodafone live!は日本だけでなく海外でも提供している。ボーダフォンの経営の低迷がVodafone live!にも影響し、なかなかサービスが良くならず、i-modeやEZwebに比べてコンテンツが劣っていた。新規格であったVodafone 3Gでは、パケット定額制を開始したが、コンテンツが旧規格のPDCより少なかった。
メールアドレスは「任意の文字列@○.vodafone.ne.jp」となる。○部分はJ-PHONE時代同様、契約者の住所によってあてられる英字1文字である。

### SoftBank時代
2006年10月より、Yahoo!ケータイへ一新された。トップページがYahoo!そのものになり、ソフトバンク携帯電話にはY!ボタンを設置し、ワンタッチで携帯版Yahoo! JAPANにつながることが特徴的である。天気予報・株価・ニュースがすぐに見られるというのがメリットである。なお、翌2007年5月にはYahoo!動画（ベータ版）も見られるようになった。競合他社のi-modeやEZwebと比べてコンテンツ量の差は少なくなったが、勝手サイトについては他社より厳しい1ページあたり300KB(正確には307KB)までしか読み込めない制限がある。
Yahoo!ケータイへの変更当初は、ゴールドプランなどを契約するSoftBank 3GユーザのうちS!ベーシックパックを契約していない回線では、Y!ボタンを押しその先のなんらかのリンクをクリックするとS!ベーシックパック（315円/月）の契約が成立するとされたことから、一部にはツークリック詐欺ボタンなどと揶揄された。
Yahoo!ケータイトップページの内容は、サービス開始の2006年10月から2008年6月までは、2007年12月までPC版Yahoo! Japanで使用されていたデザインに基づいていた。2008年1月にPC版Yahoo! Japanは本家（アメリカ）Yahoo!と同様のデザインにリニューアルされたが、Yahoo!ケータイはそのままだった。その後、2008年7月に現在のPC版に近いデザインに変更された。
- Yahoo!ケータイの3G専用サービスについてはSoftBank 3Gを参照。

アドレスは「任意の文字列@softbank.ne.jp」。ただしiPhoneでは、MMS用のアドレスとは別途の専用アドレスとして「任意の文字列@i.softbank.jp」が当てられる（即ち、2種類のアドレスが割り当てられる）。
同社サービスの独特な仕様として、SSL接続のページ（「https://〜 」　で始まるページ）にアクセスする際には、原則として自動的に同社が用意するSSLゲートウェイサーバ（secure.softbank.ne.jp）経由の接続になるという特徴がある（HTML内のリンクなども自動的に同サーバ経由のリンクに書き換えられる）。しかしこの仕様は同社独特のもののため携帯サイトの開発者側で特別な対応が必要になることに加え、非SSL状態とSSL状態でCookieの共有ができないことなど一部問題もあることから、同社では2011年1月末でSSLゲートウェイを原則廃止する方針を明らかにしている。ただし、結果的にこれが実行に移されたのは、2011年6月30日となった。

## 沿革
- 1997年11月 - 東京デジタルホンがショートメッセージサービスの「スカイウォーカー」開始。
- 1998年12月 - 東京デジタルホンがウエブ閲覧サービス「スカイウエブ」開始。
- 1999年12月10日 - J-フォン各社が東京、東海、関西で「スカイウェブ」と「スカイウォーカー」を統合した「J-スカイサービス」を開始。
- 2003年10月1日 - J-フォンが英国のボーダフォンに買収されたのにともない、名称を「ボーダフォンライブ」に変更した。
- 2006年10月1日 - ボーダフォンの日本法人がソフトバンクに買収されたのにともない、名称を「Yahoo!ケータイ」に変更した。
- 2024年4月15日 - SoftBank 3Gのサービス終了に伴い、サービス終了。能登半島地震の影響でSoftBank 3Gのサービス終了が延期されている石川県も含む。

## 他社の類似するサービス
- iモード/spモード（NTTドコモ）
- EZweb/IS NET（KDDI・沖縄セルラー電話連合(各au)）
- EMnet（イー・モバイル。後のY!mobile(ソフトバンク)）
- Disney Web（ディズニー・モバイル）
- CLUB AIR-EDGE（ウィルコム。後のY!mobile）